# Бедльно (гмина)
Бедльно (пол. Bedlno) — сельская гмина (волость) в Польше, входит как административная единица в Кутновский повет, Лодзинское воеводство. Население — 6285 человек (2004).

## Сельские округа
1. Аннетув
2. Антонев
3. Бедльно
4. Нове-Бедльно
5. Дембова-Гура
6. Эрнестынув
7. Флёрянув
8. Гарбув
9. Глухув
10. Гославице
11. Грошки
12. Янув
13. Ярошувка
14. Юзефув
15. Камилев
16. Казмерек
17. Константынув
18. Кренцешки
19. Матеушев
20. Орлув-Колёня
21. Орлув-Парцель
22. Плецка-Домброва
23. Пнево
24. Поток
25. Станиславице
26. Страдзев
27. Шевце-Надольне
28. Шевце-Овсяне
29. Шевце-Валентына
30. Валишев
31. Вевюж
32. Войшице
33. Воля-Калкова
34. Вырув
35. Залусин
36. Злешин
37. Зосинув
38. Жеронице

## Прочие поселения
1. Чарнув
2. Каролев
3. Куявки
4. Новы-Францишкув
5. Орлув
6. Рушки
7. Шевце-Нагурне
8. Томчице
9. Вилькенсы

## Соседние гмины
1. Гмина Белявы
2. Гмина Кшижанув
3. Гмина Опорув
4. Гмина Пёнтек
5. Гмина Здуны
6. Гмина Жыхлин